# Passage Lemonnier

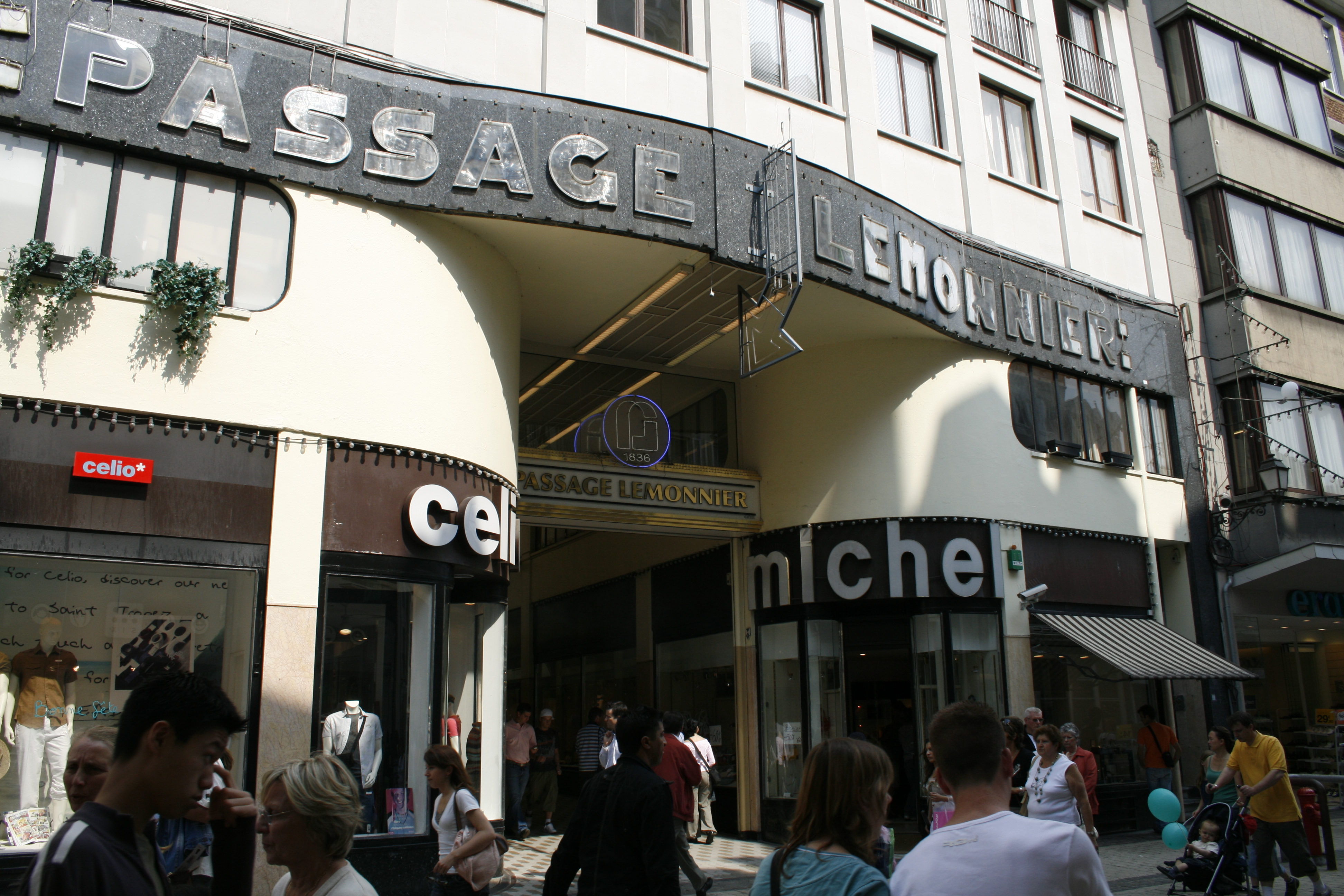
Entree van de passage aan de Rue Vinâve d'Ile

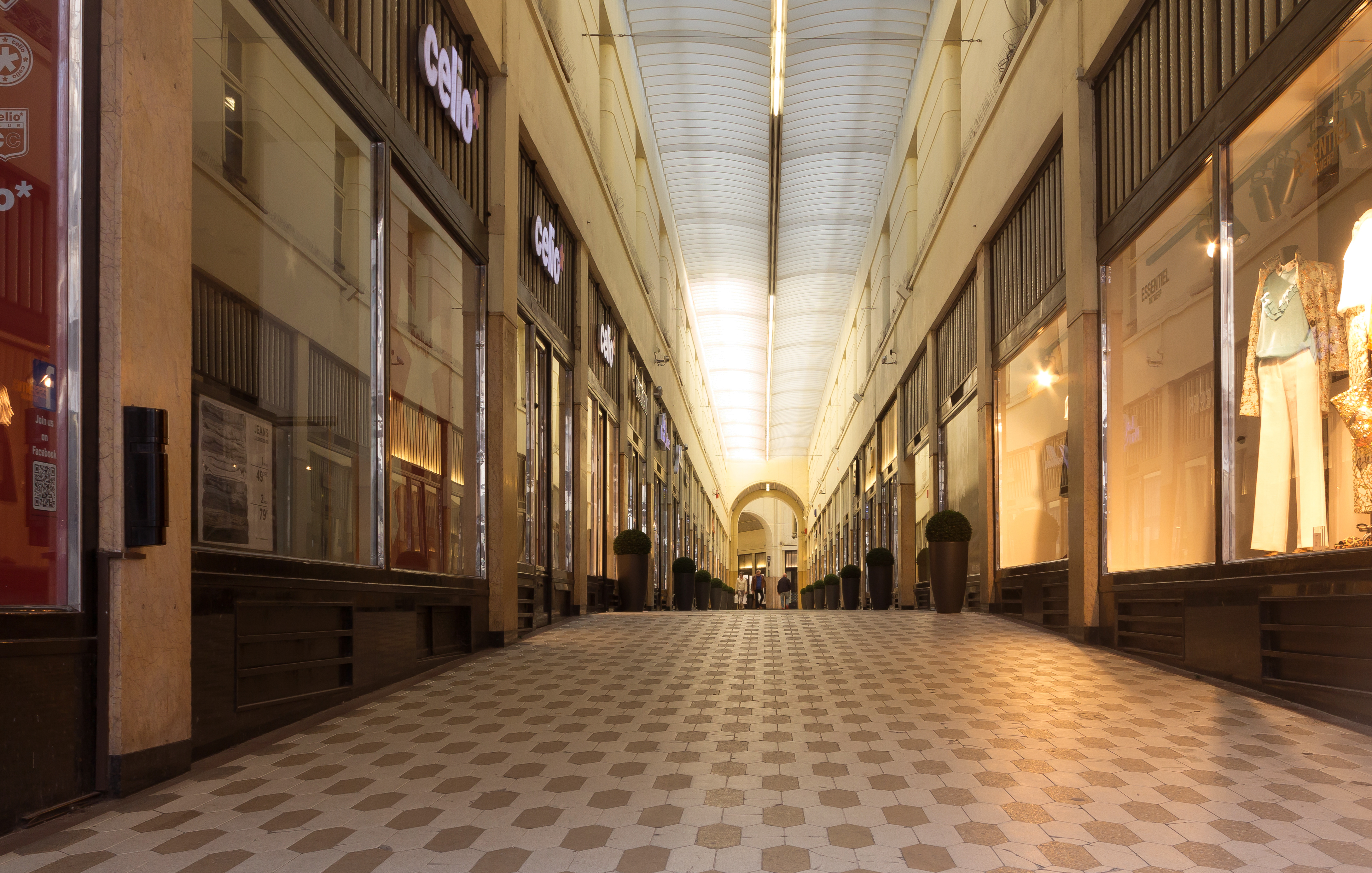
De winkelgalerij

De Passage Lemonnier is een overdekte winkelpassage in het centrum van de stad Luik. De 168 meter lange galerij, die de Rue Vinâve d'Ile met de Rue de l'Université verbindt is gebouwd tussen 1836 en 1838 naar een ontwerp van de architecten  Louis-Désiré Lemonnier et Henri-Victor Beaulie. Daarmee is het de oudste winkelgalerij van België.
Het winkelcentrum wordt doorsneden door de Rue Lulay des Febvres en telt circa 30 winkels.
Tussen 1934 en 1939 werd de passage gemoderniseerd door de Luikse architect Henri Snyers in een modernistische stijl met Art Deco-elementen.
In 2019 werd de passage gerestaureerd om het zijn glans van weleer terug te geven.